# Суванкири, Пиньо
Профессор д-р Пиньо Суванкири (тайск:ภิญโญ สุวรรณคีรี) (род. 10 марта 1937 года, Сонгкхла, Таиланд ) — тайский архитектор, почетный доктор изобразительных искусств ряда университетов Таиланда. Занимался оформлением и реконструкцией ряда правительственных зданий, колледжей, университетов и храмов, подземных станций метро.  За исключительный вклад в искусство Таиланда Пиньо Суванкири в 1993 году было присвоено звание "Народного художника" Таиланда в области изобразительного и декоративно-прикладного искусства. 

## Биография
Архитектор Пиньо Суванкири родился 10 марта 1937 года в провинции Сонгкхла, Таиланд. С детского возраста у него проявились способности к рисованию, вырезанию, созданию декораций для разных торжественных мероприятий. Постепенно его рисунками стали украшать местные храмы, дома монахов домов и школ. Начальное образование Пиньо Суванкири получил в своей провинции Сонгкхла. Когда пришло время для дальнейшей учебы, его отправили в Бангкок готовиться к вступительным экзаменам в университет. Пиньо Суванкири поступил учиться на архитектурный факультет Университета Чулалонгкорн. В 1964 году он окончил Университет Чулалонгкорна. По окончании университета Пиньо Суванкири собирался преподавать на своём факультете тайскую архитектуру.
Продолжив образование, Суванкири в 1972 году получил степень магистра в Школе архитектуры Университета Пенсильвании, после чего вернулся преподавать в своём университете тайскую архитектуру. С 1980 года Пиньо Суванкири преподавал на факультете архитектуры в Университете Чулалонгкорн. В разное время Пиньо Суванкири занимался преподавательской работой в Университете Касем Бундит, Успенском университете, Университете Чулалонгкорн. Женат на г-же Лавано Суванакири.

## Работы

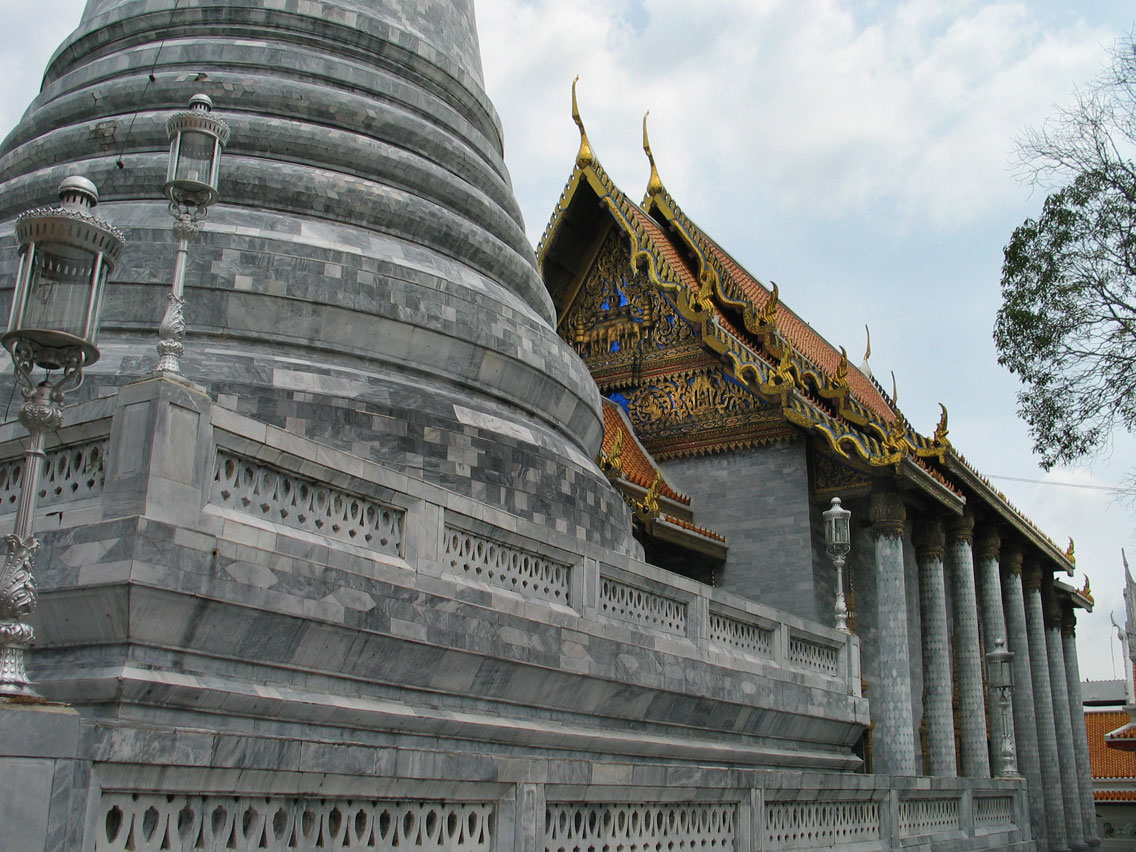
Храм Ват Раджапрадит Сатит Маха Саммарам в Бангкоке

Архитектор Суванкири занимался оформлением таких зданий, как правительственные здания,  школы, пагоды и храмы. Одним из его произведений является павильон Баан Тай в долине Эхо долины, Британская Колумбия..
В разное время он оформлял: здание колледжа Джатупапа (1966), колледжа Джатупапа, храм Ват Кхао Чонг, храм провинции Сонгклаздания, здание суда Лакшми Деви и Королевского музея Луангпрабанга, занимался оформлением культурного и исторического центра Университета Таммасат, реставрацией храма Ват Раджапрадит Сатит Маха Саммарам в Бангкоке, оформлением станции метро MRT Санамчай и др.

## Награды и почетные звания
За исключительный вклад в искусство Таиланда в 1993 году Пиньо Суванкири было присвоено звание "Народный художник" в области архитектуры.
Среди наград и почетных званий Пиньо Cуванрики:
- Почетный доктор изобразительных искусств (1988), за оформление посольства Индии.
- Почетный доктор в области архитектуры (1993).
- Народный художник Таиланда в области изобразительного и декоративно-прикладного искусства (1993)[8].
- Премия Nikkei Asia в области искусства и культуры (2000)[9].
- Награда Азиатско-Тихоокеанского региона в области искусства и культуры (2001).
- Почетный доктор архитектуры Университета Касем Бундит (2001).
- Почетный доктор архитектуры Университета Чулалонгкорн (2002).